# Fregona
Fregona là một đô thị ở tỉnh Treviso trong vùng Veneto, có cự ly khoảng 60 km về phía bắc của Venice và khoảng 40 km về phía bắc của Treviso. Tại thời điểm ngày 31 tháng 12 năm 2004, đô thị này có dân số 3.068 người và diện tích là 42,9 km².
Đô thị Fregona có các frazioni (các đơn vị trực thuộc, chủ yếu là các làng) Osigo, Luca, Piai, Sonego, Breda, Colors, Crosetta, Fratte, Mezzavilla, Piadera, Valsalega.
Fregona giáp các đô thị: Caneva, Cappella Maggiore, Cordignano, Farra d'Alpago, Sarmede, Tambre, Vittorio Veneto.